# Новооленівка (Покровський район)
Новооле́нівка — село Покровської міської громади Покровського району Донецької області, в Україні. У селі мешкає 124 людей.

## Загальні відомості
Відстань до райцентру становить близько 23 км і проходить автошляхом Т 0515.

## Населення
За даними перепису 2001 року населення села становило 124 особи, з них 90,32 % зазначили рідною мову українську, 8,87 % — російську та 0,81 % — польську мову.